# قلعه بلودیر

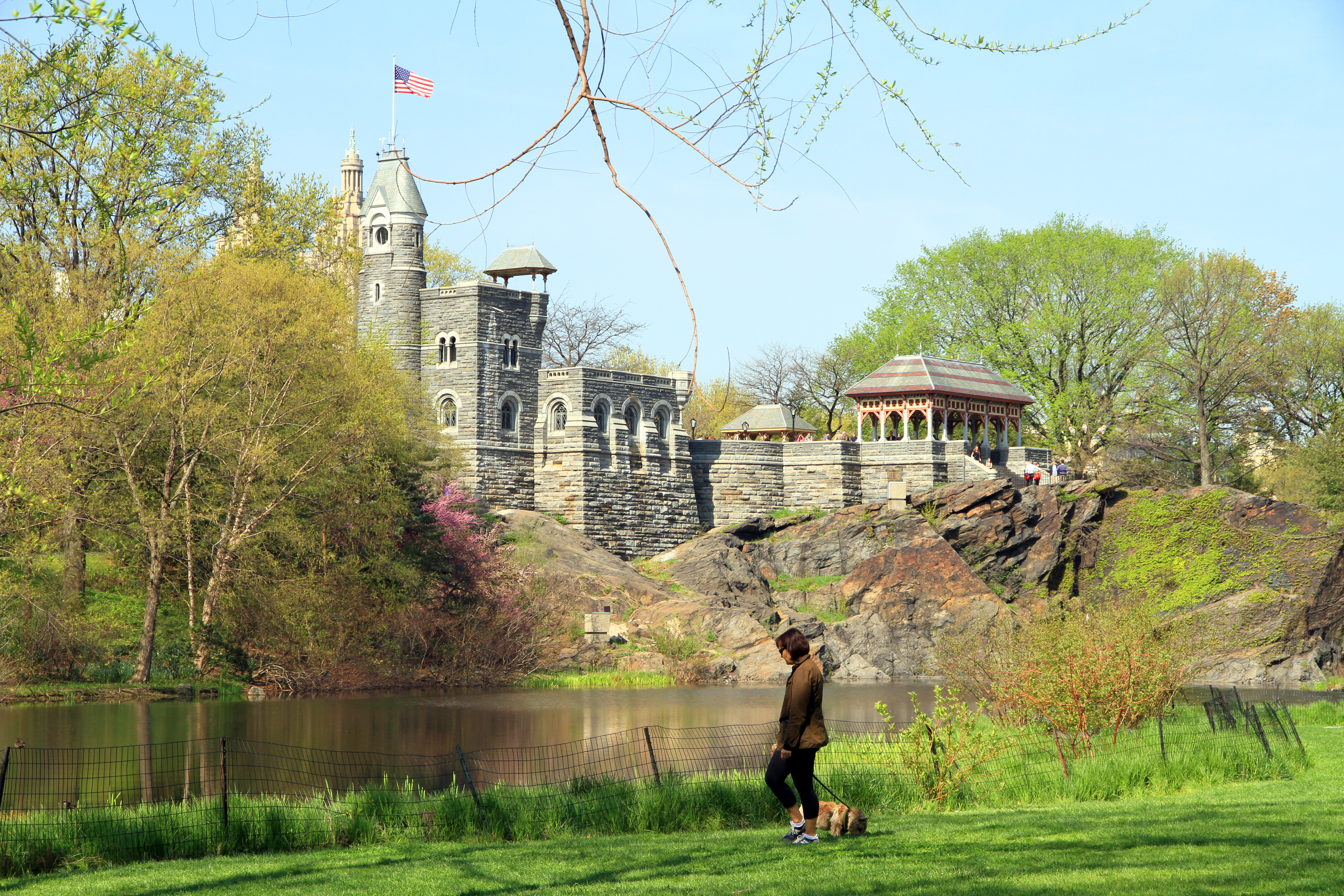
قلعه بلودیر

قلعهٔ بلودیر(به انگلیسی: Belvedere Castle) بنایی است در پارک مرکزی منهتن نیویورک. این قلعه دارای یک سکوی چشم‌انداز است. از سال ۱۹۱۹ این قلعه محل ایستگاه هواشناسی رسمی پارک مرکزی است.
این قلعه در اواخر قرن نوزدهم توسط فردریک لا اولمستد و Calvert Vaux در طراحی شده بود. معماری این بنا ترکیبی از سبک‌های گوتیک و رومانسکایی بوده.

## طراحی
این بنا در سال ۱۹۱۹ در مرکز هواشناسی نیویورک قرار گرفت که توسط اداره هواشناسی آمریکا در سال ۱۹۱۲ اداره می‌شد.
این قلعه اکنون به عنوان مرکز بازدید کننده و فروشگاه هدیه عمل می‌کند.

## استفاده
از این قلعه در سال ۲۰۱۱ برای فیلمبرداری فیلم اسمورف‌ها استفاده شده‌است.

## تصاویر

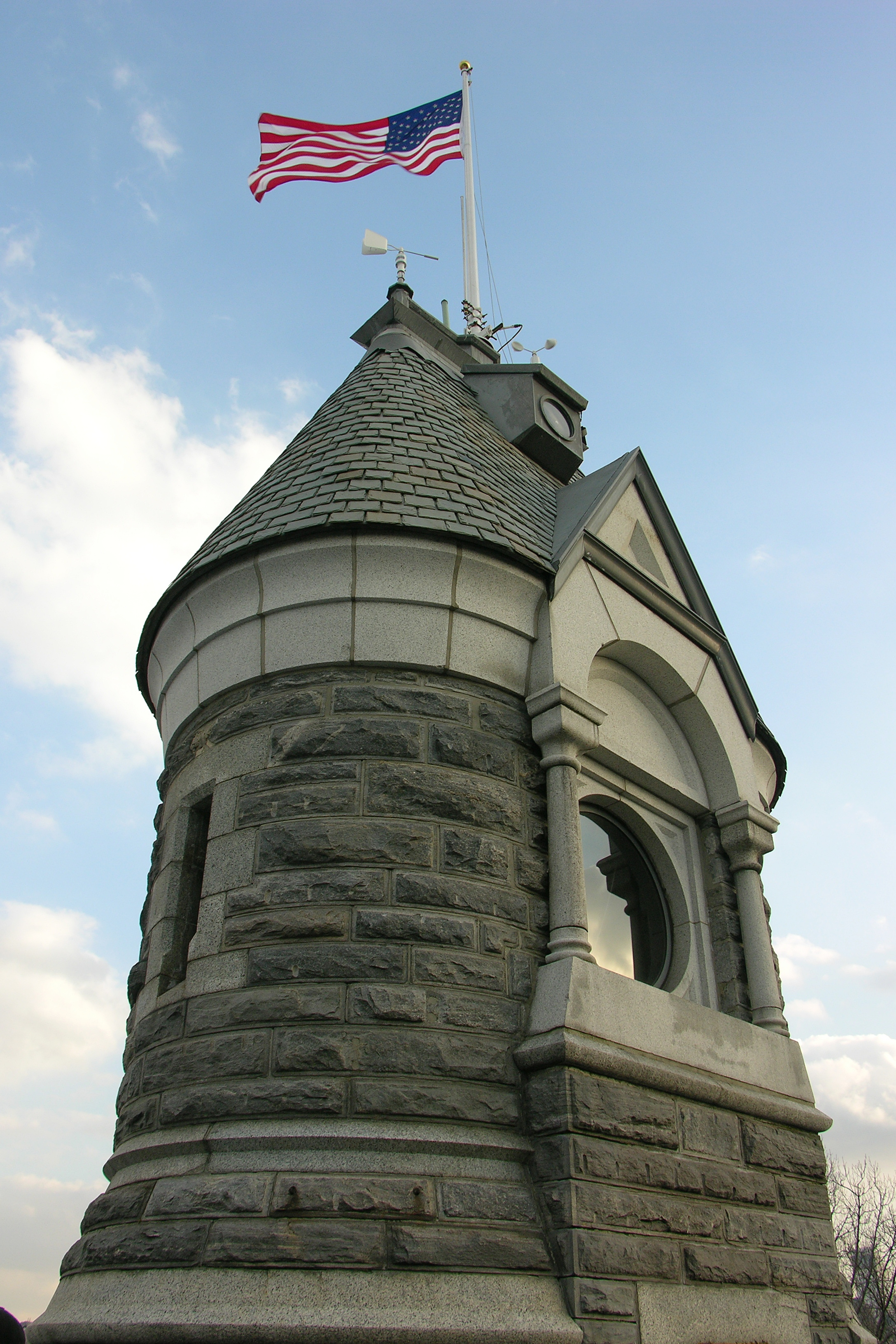
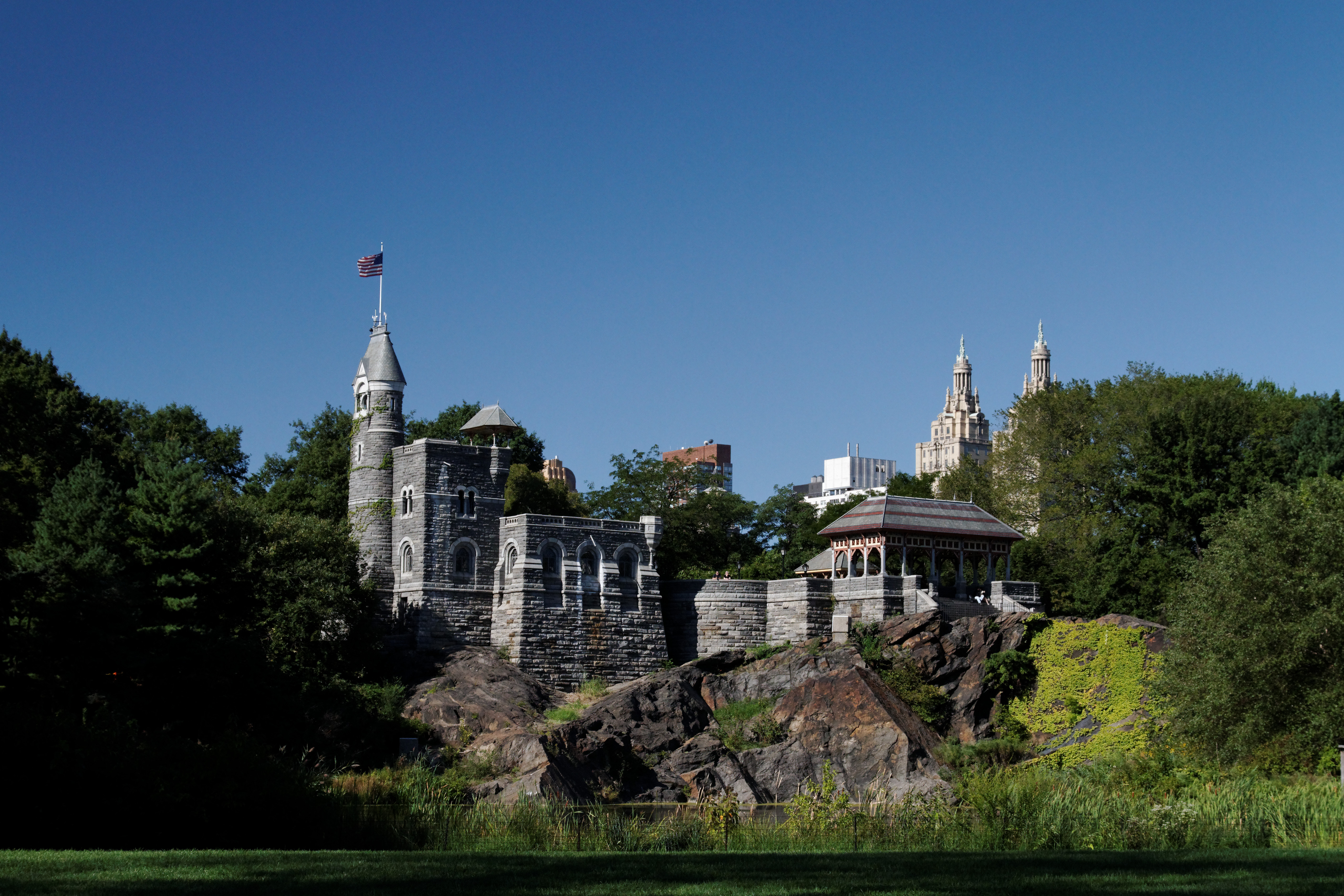
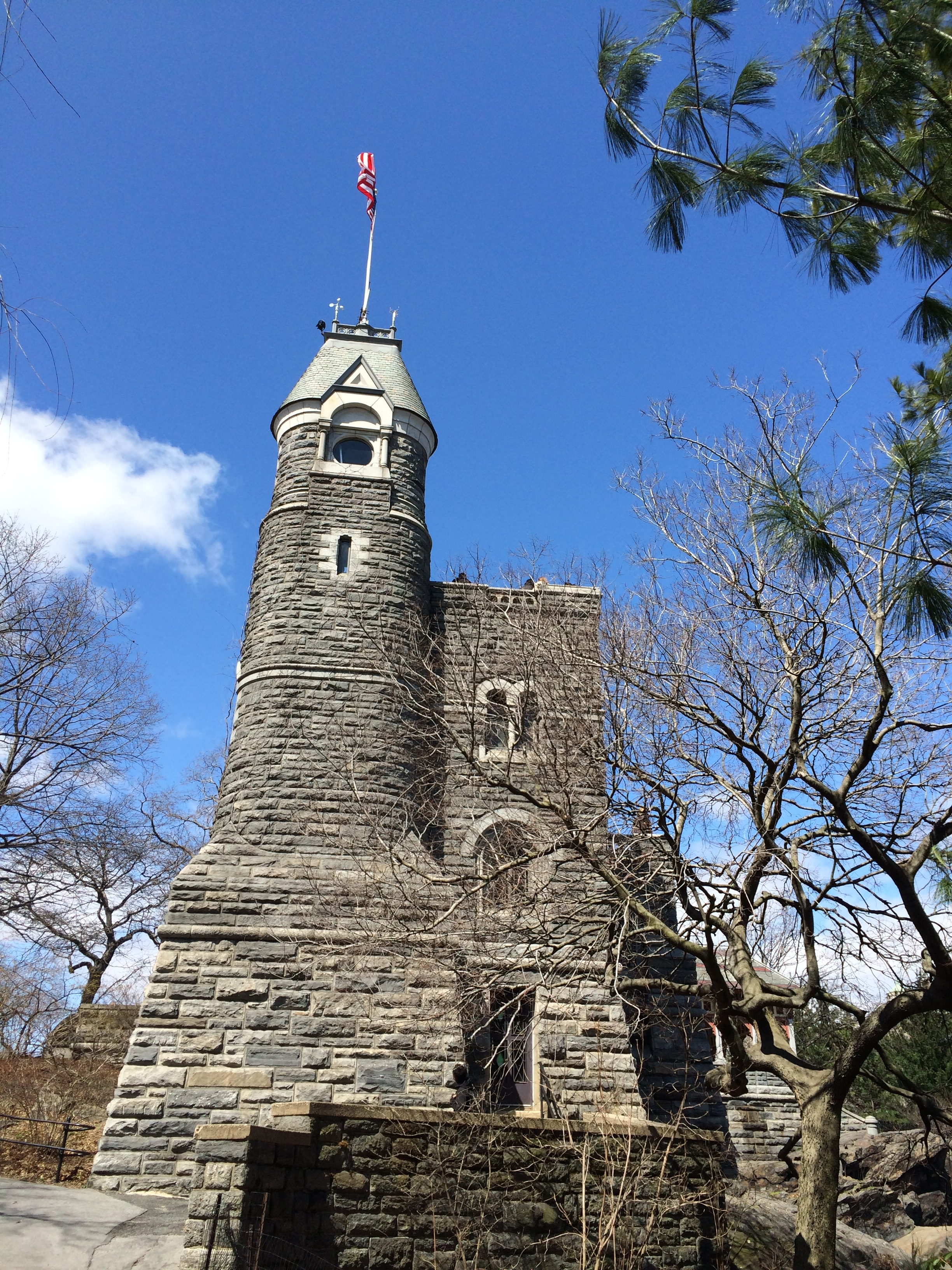
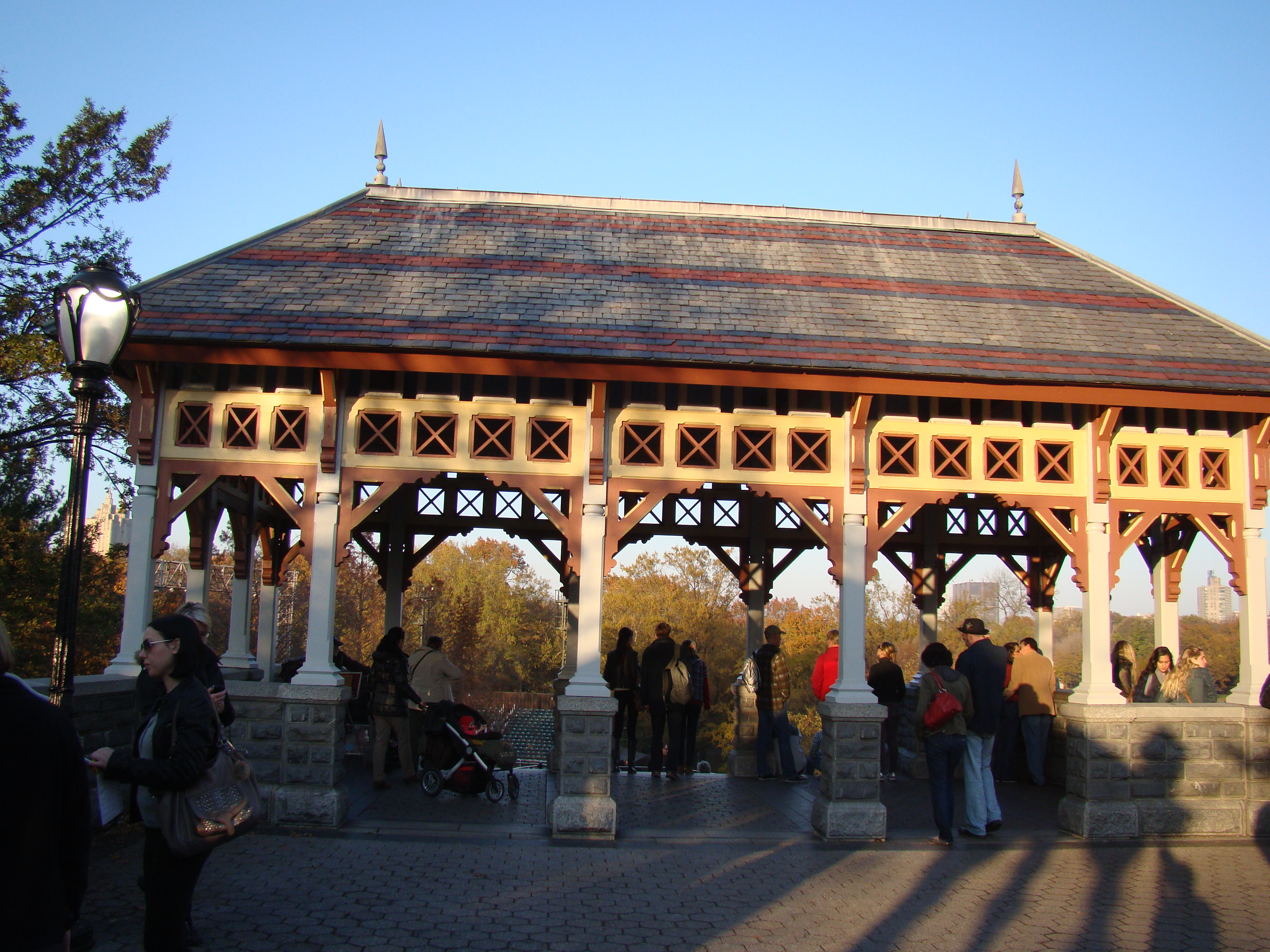
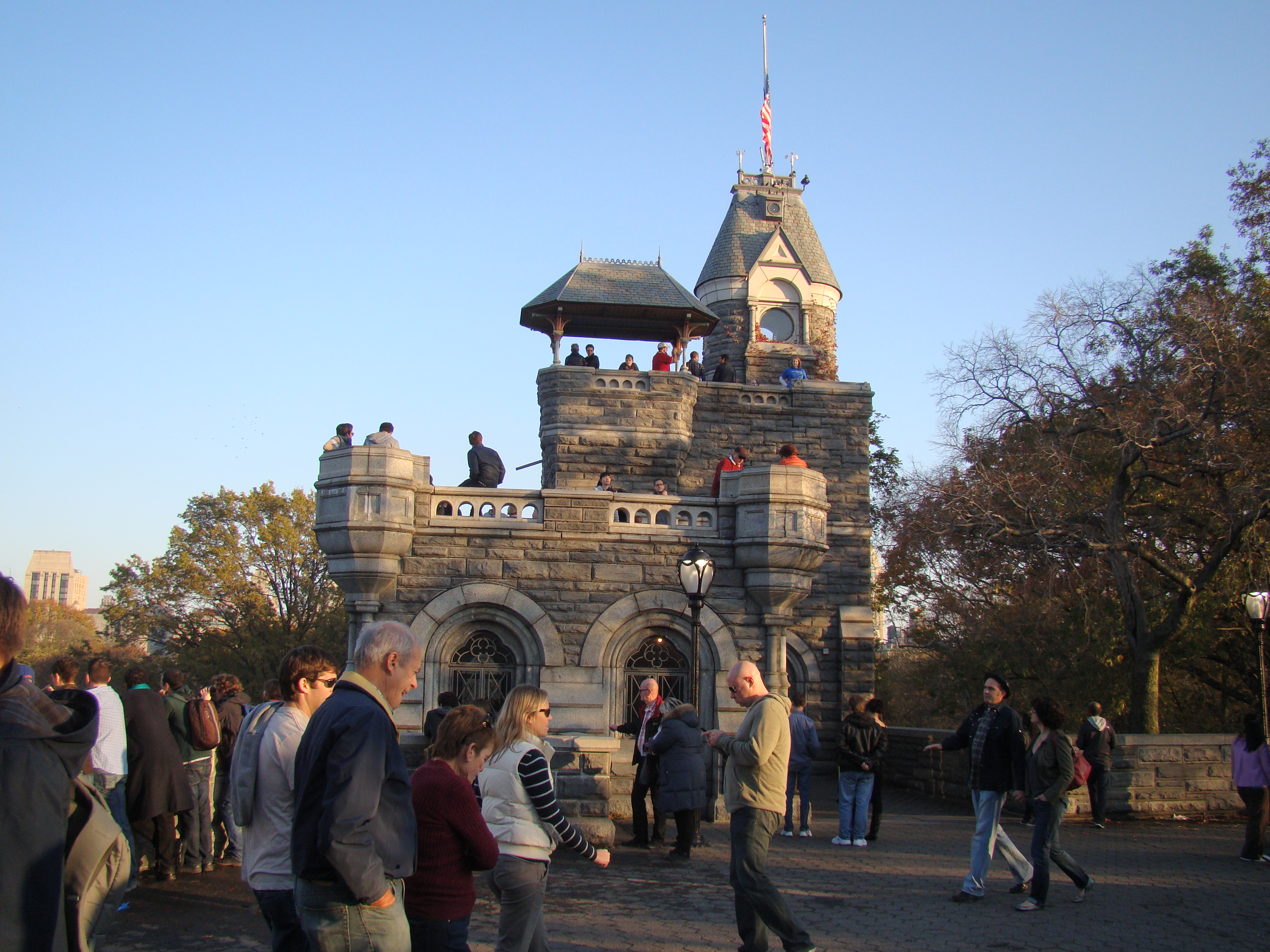
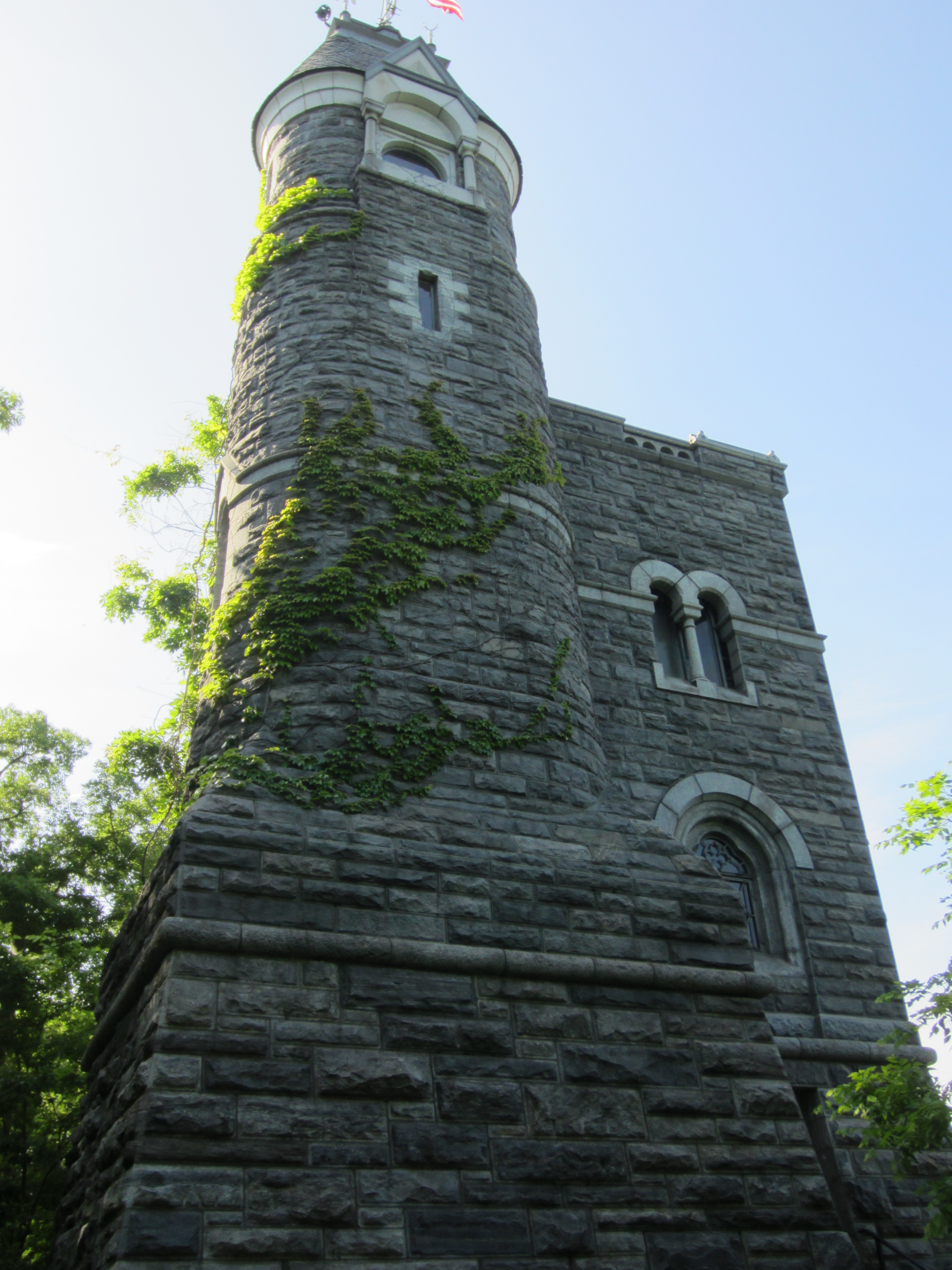
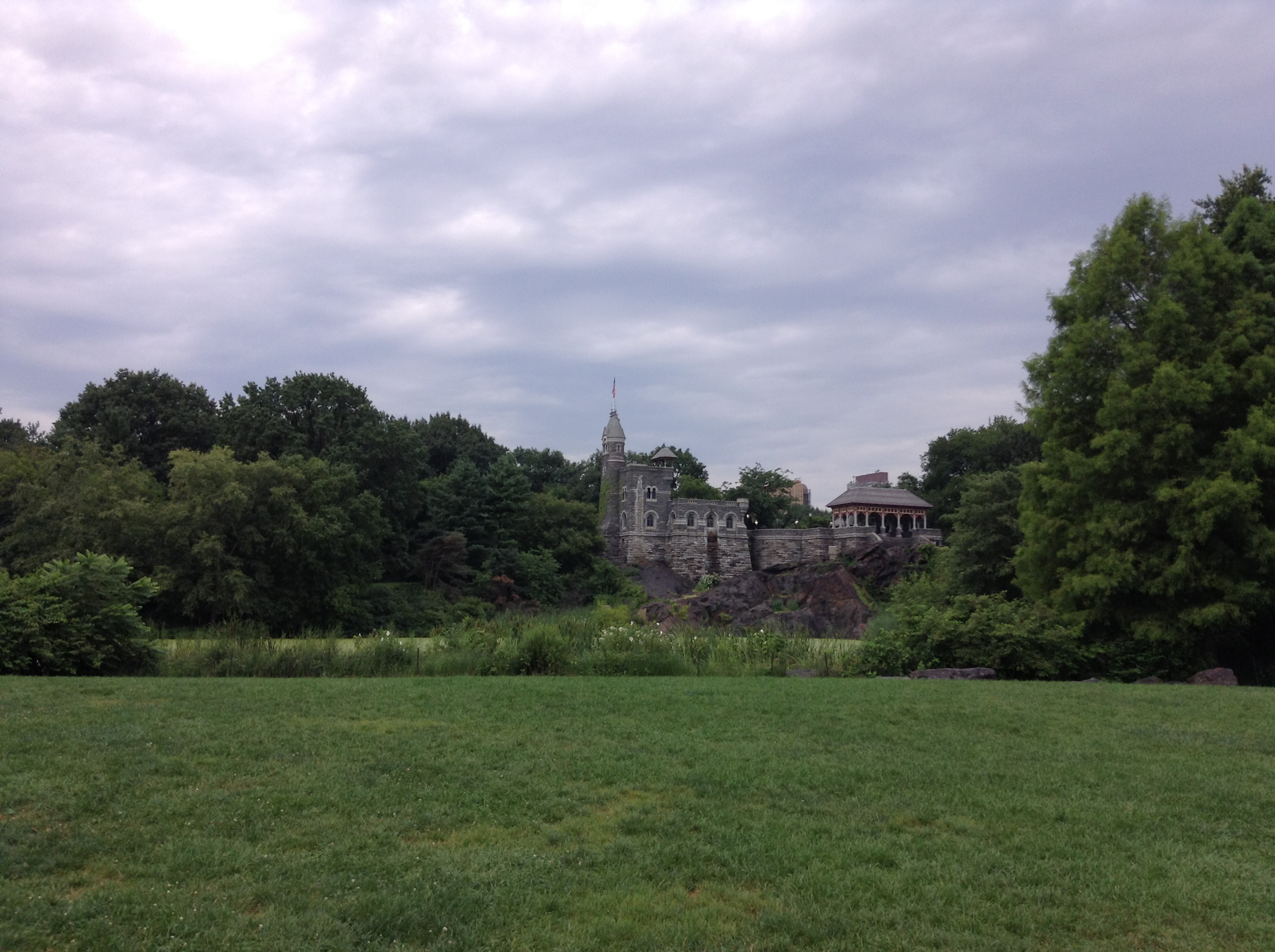